# Ahmadiyya Moslim Gemeenschap

De vlag van de Ahmadiyya Moslim Gemeenschap

De Ahmadiyya Moslim Gemeenschap is een islamitische herlevingsbeweging die werd gesticht door Mirza Ghulam Ahmad, die leefde van 1835 tot 1908. De leden van de Ahmadiyya Moslim Gemeenschap geloven dat hun stichter de Messias en de Mahdi (morele gids) is, die door de profeet Mohammed werd voorspeld. De leuze van de gemeenschap is Liefde voor iedereen, haat voor niemand.

## Geschiedenis

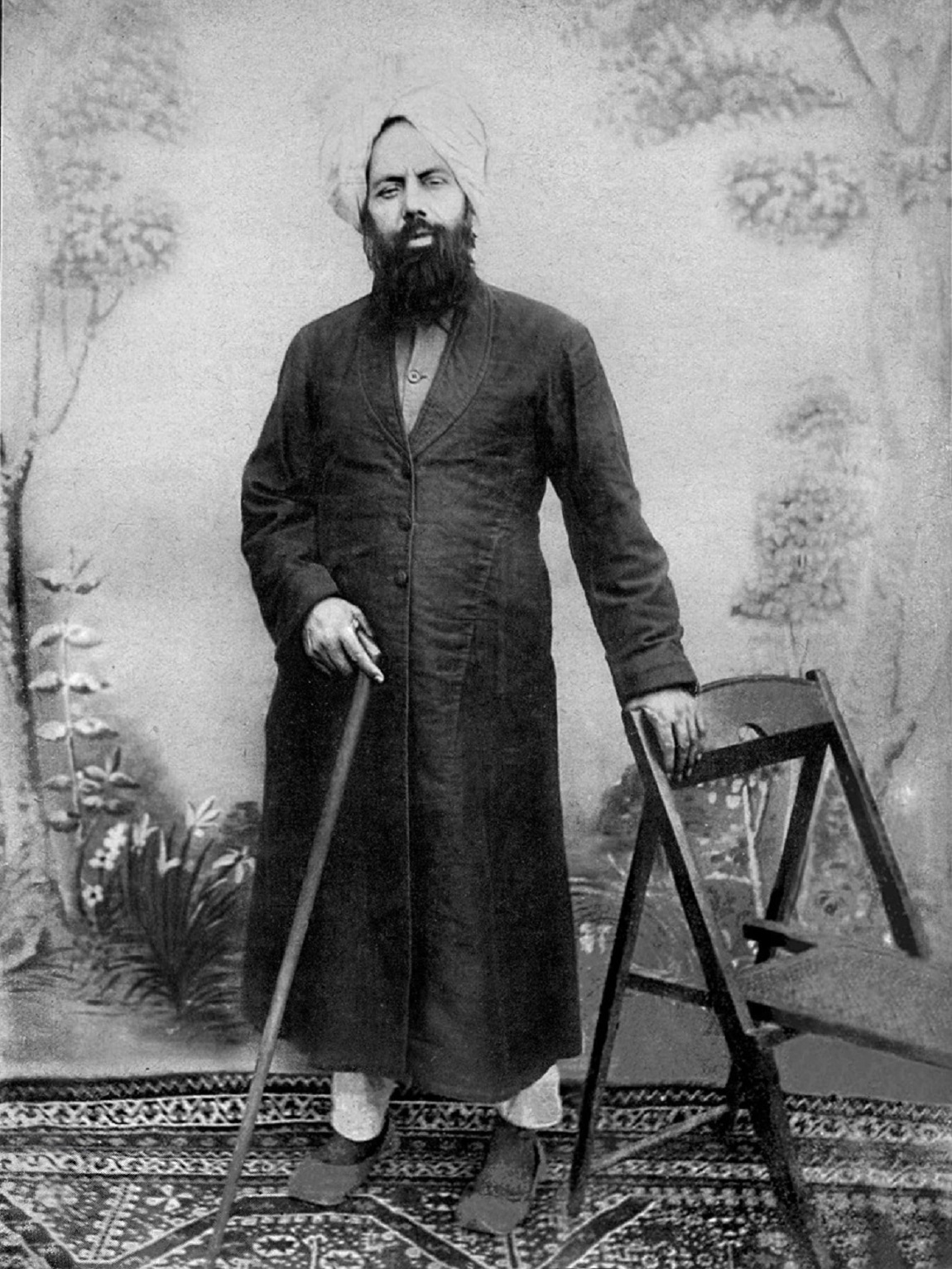
Hazrat Mirza Ghulam Ahmad

De gemeenschap werd in 1889 door Mirza Ghulam Ahmad opgericht, nadat hij een openbaring zou hebben gekregen van God dat hij de Messias en Mahdi is. In zijn testament (uitgegeven onder de titel The Will) stelde hij het kalifaat opnieuw in.
De eerste Khalifatul Masih (opvolger van de Messias) was Hakeem Nooruddin, die ook een van de eerste volgelingen van Mirza Ghulam Ahmad was.
Na de dood van Hakeem Nooruddin in 1914 werd Mirza Bashiruddin Mahmood Ahmad verkozen tot tweede Khalifatul Masih. Sommige leden konden dat niet accepteren en splitsten zich af als de Lahore Ahmadiyya Beweging. Bashiruddin Mahmood Ahmad voerde belangrijke vernieuwingen door in de organisatie van de gemeenschap door de oprichting van hulporganisaties als de Khuddamul Ahmadiyya, Ansarullah, Lajna Imaillah, Atfal ul Ahmadiyya en Nasiratul Ahmadiyya.
Bij de dood van Mirza Bashiruddin Mahmood Ahmad in 1965 werd Mirza Nasir Ahmad verkozen als derde Khalifatul Masih. Hij overleed in 1982; vervolgens werd Mirza Tahir Ahmad verkozen. In 1984 werd de vervolging van ahmadi-moslims opgevoerd door de Pakistaanse president Zia ul Haq. Daardoor moesten veel ahmadi-moslims hun land ontvluchten en politiek asiel vragen in andere landen. Dat heeft veel bijgedragen tot de verspreiding en de uitbreiding van de gemeenschap. Ook Mirza Tahir Ahmad moest vluchten, en vestigde zijn hoofdkwartier in de Britse hoofdstad Londen.
De vijfde kalief werd verkozen in 2003 toen Mirza Tahir Ahmad overleed. Mirza Masroor Ahmad staat sindsdien aan het hoofd van de Gemeenschap, die intussen meer dan 10 miljoen leden telt, en missies heeft in meer dan 170 landen.

## Vervolgingen
De Pakistaanse autoriteiten vervolgen de ahmadi-moslims. Ze krijgen allerlei wettelijke beperkingen opgelegd. Een ahmadi mag zich op geen enkele wijze als een moslim gedragen. Zo is het hen verboden om de islamitische groet te gebruiken. Daarnaast grijpt de politie niet in bij schendingen van de mensenrechten. Premier Zulfikar Ali Bhutto en president Zia ul Haq zijn de belangrijkste politici die verantwoordelijk zijn voor de vervolgingen.

## Verspreiding

### Nederland

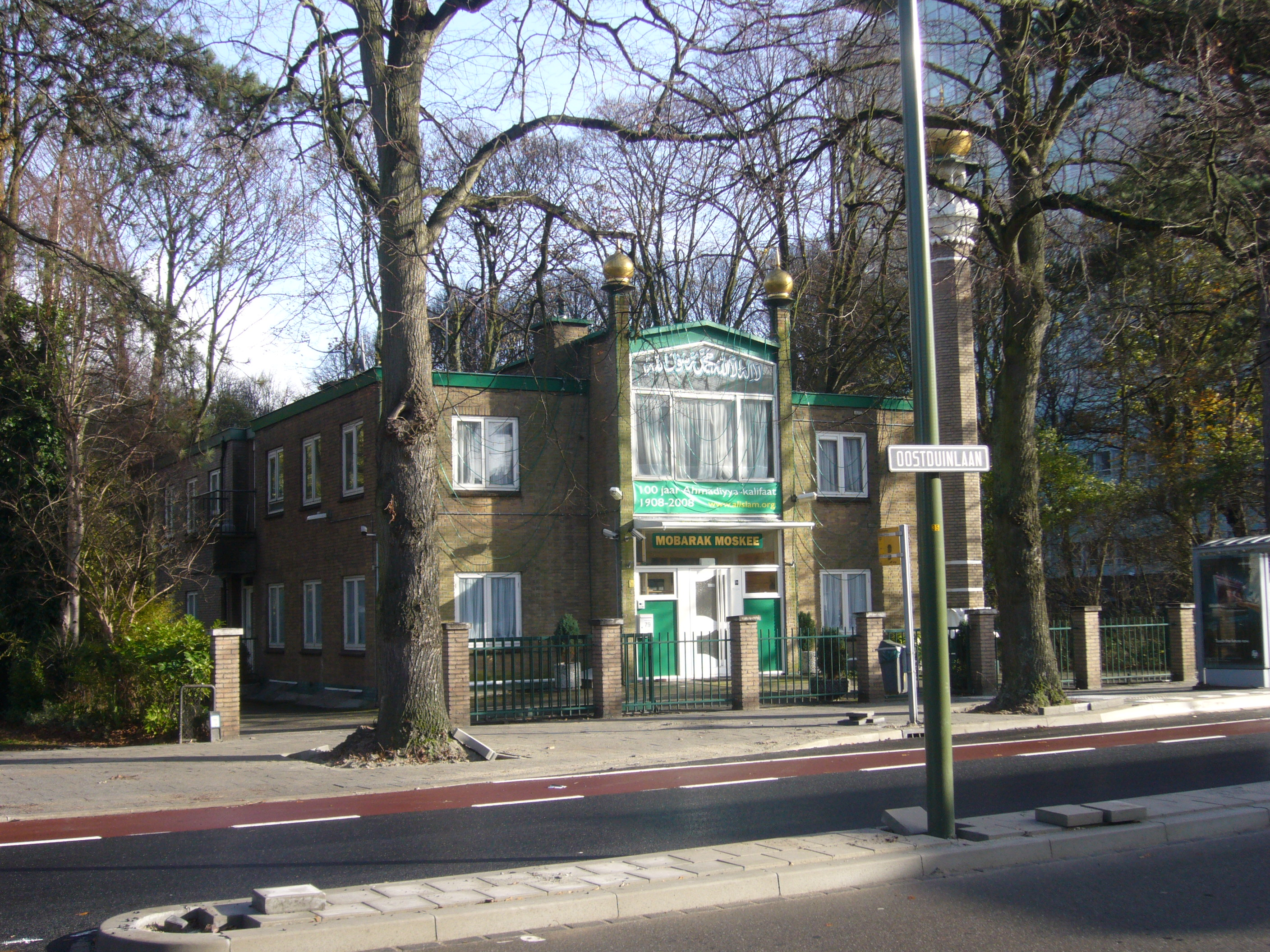
De Mobarak Moskee in Den Haag

Nederland telt rond de 3.000 ahmadi-moslims. De meesten zijn van Pakistaanse afkomst, maar er zijn ook leden van andere oorsprong. De gemeenschap heeft centra in Den Haag, (Rotterdam),Almere, Amsterdam en Nunspeet. In Den Haag werd de eerste moskee van Nederland gebouwd: de Mobarakmoskee. Daarna werd in Nunspeet een moskee in gebruik genomen, namelijk Geloofscentrum Baitunnoer, wat het huis van licht betekent. Hoewel de moskee in Nunspeet later werd gebouwd was daar al het missiecentrum van de Ahmadiyya Moslim Gemeenschap Nederland. In 2019 heeft de gemeenschap de Baitul Afiyat Moskee in Almere geopend. De moskee in Amsterdam-Noord heeft de naam Bait-ul-Mahmood.
In 2019 werd de 39e jaarlijkse bijeenkomst (Jalsa Salana) in Nederland gehouden. Mirza Masroor Ahmad, het internationale Hoofd van de Ahmadiyya Moslim Gemeenschap, was daarbij aanwezig.

### België
Veel ahmadi-moslims in België zijn Pakistaanse politieke vluchtelingen. Anderen zijn in België geboren of er naartoe geëmigreerd. De gemeenschap heeft centra in Antwerpen, Hasselt en Dilbeek. De opening van een nieuw centrum in Merksem lokte fel protest uit van het extreemrechtse Vlaams Belang. De Belgische ahmadi-moslims doen veel voor de gemeenschap. In elk gemeente worden projecten georganiseerd, bijvoorbeeld om de stad schoon te maken of om geld in te zamelen voor Kom op tegen Kanker.

### Suriname
In Suriname bestaat er eveneens een afdeling van de Ahmadiyya Moslim Gemeenschap. Rond 2016 wordt deze voorgezeten door Samseerali Sheikh-Alibaks.